# هپتانوئیک اسید
هپتانویک اسید (به انگلیسی: Heptanoic acid) یک ترکیب شیمیایی با شناسه پاب‌کم ۸۰۹۴ است. شکل ظاهری این ترکیب، مایع روغنی است.